# Diceratella smithii
Diceratella smithii är en korsblommig växtart som först beskrevs av Baker f., och fick sitt nu gällande namn av Bengt Edvard Jonsell. Diceratella smithii ingår i släktet Diceratella och familjen korsblommiga växter. Inga underarter finns listade i Catalogue of Life.